# Girls Who Code
Girls Who Code és una organització sense ànim de lucre, nascuda el 2012, que té com a objectiu donar suport i augmentar el nombre de dones dins la informàtica, dotant a les noies joves de les habilitats informàtiques necessàries per perseguir les oportunitats del segle XXI. L'organització treballa per trencar amb la diferència d'ocupació de gènere en la tecnologia i per canviar la imatge estereotípica del programador. Acullen també un programa d’immersió estiuenca de set setmanes (Summer Immersion Program), un programa de campus de dues setmanes especialitzat, clubs extraescolars, i una sèrie best-selling de 13 llibres de l'editorial Penguin Books publicats pel New York Times.

## Història
Girls Who Code va ser fundat per Reshma Saujani el 2012, que va tenir la idea de crear l'organització durant la seva carrera per ingressar al Congrés dels Estats Units, quan es va adonar que a les escoles de la seva ruta de campanya no tenien nenes a les aules d'informàtica. L’organització planeja programes durant el curs acadèmic ensenyant habilitats informàtiques a les nenes de secundària; com ara programació d'ordinadors, robòtica i disseny web, amb sessions que inclouen projectes i viatges a empreses com Twitter i Facebook. L’agost de 2017, l’organització va llançar també una sèrie de 13 llibres amb l'editorial Penguin Random House, que inclou un llibre de no-ficció, Girls Who Code: Learn to Code and Change the World, i diversos llibres de ficció.
El desembre de 2014, tres mil estudiants havien completat ja el programa de Girls Who Code, de les quals el 95% va cursar després estudis d'informàtica a la universitat. L'organització sense ànim de lucre va anunciar que el 2016 s'estendria als 50 estats, cosa que el convertí en el programa d'informàtica més gran per a noies de tots els Estats Units. A la primavera del 2018, Girls Who Code arribà a més de 50.000 noies amb els seus programes d’educació en l'informàtica; i actualment hi ha més de 1500 clubs de Girls Who Code a tot Amèrica, seguint l’objectiu de l’organització: ensenyar a codificar a un milió de noies el 2020.
L’organització està patrocinada per diverses empreses de programari i tecnologia, com ara AOL, Google i Microsoft, i l’agost de 2014 va rebre també una contribució d’un milió de dòlars d'AT&T. El 2015, Reshma Saujani va cobrar un salari de 224.913 dòlars de l’organització, segons les declaracions del Internal Revenue Service.

## Bretxa de gènere en l'àmbit de la informàtica
Segons l'informe de la Comissió Europea Dones actives en el sector de les TIC (tecnologies de la informació i comunicació), es "revela que en l’àmbit europeu només 29 de cada 1.000 dones graduades escullen un títol relacionat amb la informàtica (en comparació amb el 95 d’homes). Aquest nombre és reduït a 4 quan es parla sobre les TIC. S'indica també que les dones tendeixen a abandonar el sector al llarg de les seves carreres, la qual cosa significa que solament el 9% que van estudiar TIC encara treballen en aquest camp amb 45 anys." (Barcelona Ciutat Digital, 2017) La fundadora de Girls Who Code, Reshma Saujani, creu que les nenes són criades per "ser perfectes", mentre que els nens per ser "valents". El 2010 Reshma Saujani participà en una TED Talk on va parlar de les conseqüències que tindran les noies en el seu futur si no comencen a arriscar-se. Parlà també de la indústria tecnològica i de com creu que hi ha un biaix cap a les dones de la indústria.
Els esforços de l'organització per reduir la bretxa de gènere han comportat diversos guardons. Saujani va ser reconeguda per "la seva visió i els seus esforços per reduir la bretxa de gènere en tecnologia".

## Associacions
El 2016, Girls Who Code es va associar amb Accenture per treballar el futur de la tecnologia. Posteriorment, van publicar un informe sobre recomanacions per reduir la bretxa de gènere en l'àmbit de la informàtica.
Girls Who Code també ha anunciat que llançarà una aplicació a l'Apple App Store. Aquesta s'ha inventat per intentar augmentar la popularitat i implicar més persones en el projecte.
Dell Technologies es va associar també amb l’organització per donar suport als programes extraescolars per a noies joves.
L'11 d'octubre de 2018, Girls Who Code es va associar amb TikTok iniciant l'etiqueta #raiseyourhand. L'aplicació anuncià que donaria 1 dòlar americà per cada vídeo publicat amb l'etiqueta fins a un màxim de 10.000 dòlars.